# Stenopsocidae
Stenopsocidae es una familia de insectos en Psocodea pertenecientes al suborden Psocomorpha, en el infraorden Caeciliusetae. Los miembros de esta familia poseen una areola postica conectada con la vena M mediante una vena de interconexión. La familia está compuesta por unas 100 especies.